# نشریه وداک
نشریهٔ وداک (به فارسی: جویبار) نشریه‌ای است به زبان ارمنی که در سدهٔ بیستم و در تبریز منتشر می‌شد.